# Alfred Bilz
Max Alfred Bilz (* 23. Januar 1877 in Meerane; † 7. Mai 1939 in Meißen) war ein deutscher Naturheilkundler und Verleger. Er war der Sohn des Naturheilkundlers Friedrich Eduard Bilz, dessen Nachfolge als Direktor des Bilz-Sanatoriums er im Juni 1905 antrat, während sein Bruder Ewald den der Familie gehörenden Verlag F. E. Bilz leitete und der jüngere Bruder Hans das Bilzbad.

## Leben
Max Alfred Bilz wurde als eines der mittleren Kinder von Eduard Bilz, dem späteren Naturheilkundler, während seiner Zeit in Meerane als Kolonialwarenhändler geboren. 1889 zog er mit der Familie nach Dresden und 1890 nach Oberlößnitz, heute Stadtteil von Radebeul.
Wie sein Vater wurde Alfred Bilz Naturheilkundler. 1905 folgte er dem Vater als Direktor des Bilz-Sanatoriums in Oberlößnitz.
Alfred Bilz gründete in Radebeul den Welt-Reform-Verlag, gab die Zeitschrift Der neue Mensch heraus und veröffentlichte einige von ihm selbst verfasste philanthropische Schriften.

## Werke
als Autor
- Bilz′ goldene Lebens-Regeln. Verlag F. E. Bilz, Dresden, Radebeul, Leipzig, 1907.
- Goldene Lebens-Regeln. Verlag F. E. Bilz, Dresden, Radebeul, Leipzig, 2. Auflage 1907.
- Bilz′ goldene Lebens-Regeln. Verlag F. E. Bilz, Dresden, Radebeul, Leipzig, 1907. Reprint der 2. Auflage, Dresden, Radebeul, Leipzig, 1907. Unikat-Verlag Rittmeyer, Weilrod/Taunus 1996, ISBN 3-930634-13-9 (mit einem Kommentar von Josef Rudolf Noswitz … In Zusammenarbeit mit dem Bilz-Bund für Naturheilkunde e.V.).
- Die ewigen Bausteine zum Menschen- und Völkerglück. Verlag F. E. Bilz, Radebeul.
- Die ewigen Bausteine zum Menschen- und Völkerglück/Bd. 3. Führung und Fügung in meinem Leben. Verlag F. E. Bilz, Radebeul, 1926.
- Die ewigen Bausteine zum Menschen- und Völkerglück/Bd. 4. Das neue Deutschland. Verlag F. E. Bilz, Radebeul, 1921.

als Herausgeber
- Camille Flammarion, Alfred Bilz (Vorwort): Der Tod und sein Geheimnis. Originaltitel: La Mort et son mystère. Verlag F. E. Bilz, Radebeul, Leipzig 1922.
- Hannah Stahn, Paul Schwartzkopff (Vorwort): Faustus redivivus: Drama in 3 Akten u. e. Vorspiel. Verlag F. E. Bilz, Dresden, Radebeul, Leipzig, 1921.
- Hannah Stahn, Paul Schwartzkopff (Vorwort): Faustus redivivus: Ein Mysterium in 3 Akten u. e. Vorspiel. Verlag F. E. Bilz, Dresden, Radebeul, Leipzig, 1922.
- Paul Schwartzkopff, Ernst Köhler-Haußen, Theodor Abbetmeyer: Zur Einführung in H. Stahn′s „Faustus redivivus“. Das Faustproblem heute. Verlag F. E. Bilz, Dresden, Radebeul, Leipzig, 1921.